# شونسوكي إيوانوما
شونسوكي إيوانوما (باليابانية: 岩沼 俊介) (2 يونيو 1988 في مايه-باشي في اليابان – )؛ هو لاعب كرة قدم ياباني سابق كان يلعب كمدافع.

## وصلات خارجية
- شونسوكي إيوانوما على موقع رابطة كرة القدم اليابانية للمحترفين (اليابانية)
- شونسوكي إيوانوما على موقع قاعدة بيانات كرة القدم.إي يو (الإنجليزية)
- شونسوكي إيوانوما على موقع Soccerway.com (الإنجليزية)
- شونسوكي إيوانوما على موقع عالم كرة القدم.نت (الإنجليزية)